# Commissione Politiche dell'Unione europea del Senato della Repubblica
La Commissione permanente 4ª Politiche dell'Unione europea è un organo del Senato della Repubblica che si occupa di tutte le questioni legate alla politica europea. Ha il compito di valutare progetti di legge riguardanti il diritto dell'Unione europea.
La 4ª Commissione permanente - Politiche dell'Unione europea - è stata costituita nel 2003, andando a sostituire la Giunta per gli affari delle Comunità europee (nata nel 1968), nel quadro di un intervento di profonda revisione delle norme del Regolamento concernenti i rapporti tra il Senato e l'Unione europea.

## Competenza
Ai sensi dell'articolo 23 del Regolamento del Senato, la 4ª Commissione ha competenza generale sugli aspetti ordinamentali connessi con l'attività e i provvedimenti dell'Unione europea e delle sue istituzioni, nonché sul recepimento degli atti legislativi e degli altri obblighi derivanti dall'ordinamento europeo. Essa cura, inoltre, i rapporti con il Parlamento europeo e con la Conferenza degli organi parlamentari specializzati negli affari dell'Unione dei parlamenti dell'Unione europea (COSAC).
La legge 24 dicembre 2012, n. 234, recante "norme generali sulla partecipazione dell'Italia alla formazione e all'attuazione della normativa e delle politiche dell'Unione europea", ha riformato e sostituito la precedente legge n. 11 del 2005. Le novità più rilevanti della riforma consistono nelle norme sulla partecipazione del Parlamento alla fase ascendente del diritto europeo e sui relativi obblighi posti in capo al Governo, nonché nella sostituzione della legge comunitaria con la "legge di delegazione europea" e la "legge europea", al fine di assicurare maggiore celerità nel recepimento delle direttive e degli altri obblighi derivanti dall'Unione europea.

## Partecipazione alla formazione del diritto europeo

### Fase ascendente
L'attività della 4ª Commissione in "fase ascendente" è rappresentata principalmente dall'esame degli atti preparatori della legislazione dell'Unione europea. Questi atti sono catalogati in Senato sotto le denominazioni di "Atti comunitari" (tra cui figurano le proposte legislative non sottoposte a scrutinio di sussidiarietà e gli atti non legislativi come libri bianchi o verdi, relazioni e rapporti) e di "Atti comunitari sottoposti a parere di sussidiarietà", e sono assegnati per l'esame alle Commissioni permanenti competenti per materia.
L'esito dell'esame è costituito, ai sensi dell'articolo 144, comma 6, del Regolamento, da una risoluzione della Commissione competente che, essendo approvata in presenza del quorum della maggioranza dei componenti, esprime la volontà del Senato ed impegna il Governo nelle fasi di negoziazione presso il Consiglio dell'Unione europea o presso le altre sedi istituzionali europee.
La medesima risoluzione è al contempo trasmessa alle istituzioni europee (Parlamento europeo, Consiglio dell'Unione europea e Commissione europea), sia ai fini della procedura di verifica sul rispetto del principio di sussidiarietà, ai sensi del Protocollo n. 2 allegato ai Trattati, sia ai fini del più ampio "dialogo politico" tra parlamenti nazionali e istituzioni europee, avviato sin dal 2006 con la cosiddetta "procedura Barroso" e ora codificato nell'ordinamento nazionale con l'articolo 9 della citata legge n. 234. La risoluzione verte quindi non solo sul rispetto del principio di sussidiarietà ma anche sul principio di proporzionalità, sulla base giuridica e sui contenuti di merito della proposta.
Con riferimento alla procedura sullo scrutinio di sussidiarietà, ai fini di una celere espressione del parere del Senato, l'articolo 144, comma 5, del Regolamento, consente alla 4ª Commissione di trasformare le proprie osservazioni, formulate in sede consultiva, in una risoluzione definitiva, mediante una seconda deliberazione, svolta in presenza del prescritto quorum qualificato, qualora entro 15 giorni la Commissione competente non si sia ancora pronunciata (cosiddetta "doppia deliberazione").
Per quanto riguarda gli atti non sottoposti a scrutinio di sussidiarietà, particolare menzione meritano il programma annuale di lavoro della Commissione europea e il programma di 18 mesi del Consiglio UE, assegnati in via principale alla 4ª Commissione permanente, la quale può adottare risoluzioni con cui indicare al Governo i principi e le linee che dovranno caratterizzare il suo operato nell'ambito delle attività dell'Unione europea, e al contempo indirizzare alle Istituzioni europee eventuali osservazioni di merito.
In questo contesto, ai sensi dell'articolo 142 del Regolamento, la 14ª Commissione ha la facoltà di effettuare un dibattito con l'intervento del ministro competente, nonché di acquisire elementi informativi, sia dai membri del Parlamento europeo, sia dai componenti della Commissione europea. Specifiche procedure sono previste, inoltre, per l'esame delle risoluzioni del Parlamento europeo e delle sentenze della Corte di giustizia (rispettivamente articoli 143 e 144-ter del Regolamento).
La trattazione della fase ascendente è realizzata dalla 14ª Commissione anche attraverso la Sottocommissione pareri "fase ascendente".
La 4ª Commissione permanente, infine, partecipa ai lavori della Conferenza degli organi parlamentari specializzati negli affari dell'Unione dei parlamenti dell'Unione europea (COSAC), nel cui contesto essa ha avuto modo a più riprese di manifestare il proprio orientamento favorevole al rafforzamento della Conferenza stessa, nella prospettiva di una maggiore integrazione tra i parlamenti nazionali per quanto riguarda il controllo sul rispetto del principio di sussidiarietà e il dialogo politico.

### Fase discendente
Nell'ambito della fase discendente, ovvero di attuazione del diritto europeo e più in generale di verifica della compatibilità dell'ordinamento interno rispetto all'ordinamento europeo, alla 4ª Commissione sono attribuite competenze referenti e consultive.

#### Competenze referenti
La 4ª Commissione ha anzitutto competenza primaria (referente) sull'esame dell'annuale disegno di legge comunitaria (articolo 23 del Regolamento). Tale norma deve, tuttavia, essere applicata in combinato disposto con la nuova legge n. 234 del 2012, la quale dispone che il Governo presenti al Parlamento annualmente un disegno di "legge di delegazione europea" e un disegno di "legge europea". La stessa legge ha introdotto inoltre la possibilità di presentare un secondo disegno di legge di delegazione, entro il 31 luglio, nel caso di ulteriori esigenze di adempimento di obblighi europei.
Nell'attesa di un complessivo adeguamento del Regolamento del Senato alla legge n. 234 del 2012, analoga interpretazione deve essere applicata anche alle altre norme regolamentari concernenti il disegno di legge comunitaria, tra cui l'articolo 144-bis che ne prevede l'esame congiunto con la relazione annuale sulla partecipazione dell'Italia all'Unione europea. Peraltro, la nuova legge prevede due relazioni annuali: una consuntiva, relativa all'anno pregresso, e una programmatica, relativa all'anno in corso.
La procedura regolamentare, nel suo complesso, presenta talune divergenze rispetto allo schema tipico della sede referente prevista dal Regolamento per gli altri disegni di legge, caratterizzandosi principalmente per la brevità dei termini stabiliti per il suo iter e per le analogie con l'esame dei documenti di bilancio, tanto da fare ritenere che si tratti di un vero e proprio procedimento speciale.

#### Competenze consultive
Oltre alle predette competenze referenti, alla 4ª Commissione sono attribuite ampie competenze consultive su tutti gli altri disegni di legge che hanno attinenza diretta con il diritto dell'Unione europea, sui quali essa esercita un vaglio di compatibilità con l'ordinamento europeo, formulando le proprie osservazioni alle Commissioni competenti per materia.
Analogamente, la 4ª Commissione rende il proprio parere alle Commissioni di merito sugli schemi di decreto legislativo recanti disposizioni di recepimento della normativa europea, che il Governo è tenuto a sottoporre al vaglio parlamentare in attuazione di una delega legislativa normalmente conferita mediante la "legge di delegazione europea".
In tale contesto, qualora la Commissione di merito non si uniformi al parere della 4ª Commissione disegni di legge, e connessi emendamenti, per i quali sia prevista la procedura decentrata dell'esame e definitiva approvazione in Commissione, senza che debba farsi luogo a una successiva votazione dell'Assemblea (approvazione "in sede deliberante"), l'autorizzazione alla procedura decentrata in questione si intende revocata. Il disegno di legge dovrà quindi essere esaminato dalla Commissione stessa secondo la procedura ordinaria (referente), con necessità di un successivo esame, ed approvazione, da parte dell'Assemblea (articolo 40 del Regolamento). Si tratta di un potere analogo a quelli attribuiti alla 1ª Commissione (Affari costituzionali), per quanto riguarda la compatibilità dei disegni di legge con la Costituzione, e alla 5ª Commissione (Bilancio), per quanto riguarda i disegni di legge che incidono negativamente sul bilancio dello Stato.
Il Regolamento precisa infine, all'articolo 23, che la 4ª Commissione, nell'esaminare in sede consultiva i disegni di legge e gli schemi di atti normativi del Governo sopra citati, debba tenere conto dei profili inerenti ai rapporti delle Regioni d'Italia con l'Unione europea, e alla loro partecipazione nella fase di formazione e di attuazione degli atti europei, con riguardo anche al potere sostitutivo nel caso di mancato rispetto dei Trattati o della normativa europea da parte delle Regioni, ai sensi degli articoli 117 e 120 della Costituzione.

### Sottocommissioni per i pareri
La 4ª Commissione permanente ha istituito al suo interno, sin dalla XV Legislatura, una Sottocommissione per la fase ascendente. Questo organo che, come tutti i comitati ristretti è composto dai rappresentanti di tutti i gruppi parlamentari presenti nella Commissione, è dedicato all'esame consultivo delle proposte legislative dell'Unione europea e di ogni altro atto europeo non legislativo, come le comunicazioni della Commissione europea, i libri verdi e i libri bianchi. In particolare, tale Sottocommissione si fa carico di gran parte del lavoro di esame delle proposte in fase ascendente, ai fini sia dello scrutinio di sussidiarietà, sia della cosiddetta "procedura Barroso" sul dialogo politico tra i parlamenti nazionali e le Istituzioni europee. La valutazione riguarda, quindi, oltre che il rispetto dei principi di sussidiarietà, anche il principio di proporzionalità, la base giuridica e i contenuti di merito delle proposte.
Alla Sottocommissione per la fase ascendente si affianca, inoltre, la Sottocommissione per la fase discendente che, analogamente a quanto avviene per le altre Commissioni permanenti, è dedicata all'esame consultivo delle proposte legislative nazionali di recepimento di obblighi europei o che abbiano comunque profili attinenti all'ordinamento dell'Unione.

## Composizione
Rispetto alle altre Commissioni del Senato, essa ha una composizione particolare: il Regolamento prevede che i suoi componenti siano anche membri di una delle altre tredici Commissioni permanenti. Il meccanismo della doppia appartenenza tende a far sì che nella 4ª Commissione trovino espressione, al contempo, una speciale sensibilità per le questioni europee e una conoscenza qualificata delle problematiche degli specifici settori delle Commissioni di appartenenza dei singoli senatori. Si tratta a livello europeo di uno dei pochi organi parlamentari ad avere una tale composizione, cosa che contribuisce allo spessore e all'analiticità dei dibattiti e delle deliberazioni.

## Presidenti
| N°                                | Presidente | Presidente | Presidente                         | Gruppo parlamentare         | Mandato          | Mandato         | Legislatura  |
| N°                                | Presidente | Presidente | Presidente                         | Gruppo parlamentare         | Inizio           | Fine            | Legislatura  |
| --------------------------------- | ---------- | ---------- | ---------------------------------- | --------------------------- | ---------------- | --------------- | ------------ |
| 14ª Politiche dell'Unione europea |            |            |                                    |                             |                  |                 |              |
| 1                                 |            |            | Mario Greco (1938–)                | Forza Italia                | 9 ottobre 2003   | 27 aprile 2006  | XIV (2001)   |
| 2                                 |            |            | Andrea Manzella (1933–)            | Partito Democratico-L'Ulivo | 25 luglio 2006   | 28 aprile 2008  | XV (2006)    |
| 3                                 |            |            | Rossana Boldi (1953–)              | Lega Nord Padania           | 12 maggio 2008   | 14 marzo 2013   | XVI (2008)   |
| 4                                 |            |            | Vannino Chiti (1947–)              | Partito Democratico         | 21 maggio 2013   | 22 marzo 2018   | XVII (2013)  |
| 5                                 |            |            | Ettore Antonio Licheri (1963–)     | Movimento 5 Stelle          | 21 giugno 2018   | 29 luglio 2020  | XVIII (2018) |
| 6                                 |            |            | Dario Stefano (1963–)              | Partito Democratico         | 29 luglio 2020   | 12 ottobre 2022 | XVIII (2018) |
| 4ª Politiche dell'Unione europea  |            |            |                                    |                             |                  |                 |              |
| 7                                 |            |            | Giulio Terzi di Sant'Agata (1946–) | Fratelli d'Italia           | 10 novembre 2022 | in carica       | XIX (2022)   |

## Composizione nella XIX legislatura (2022 -in corso)
Elenco dei membri a settembre 2024
| Gruppo parlamentare                               | Gruppo parlamentare                                                                                 | Senatore                                              |
| ------------------------------------------------- | --------------------------------------------------------------------------------------------------- | ----------------------------------------------------- |
|                                                   | Fratelli d'Italia                                                                                   | Giulio Terzi di Sant'Agata (presidente)               |
|                                                   | Forza Italia - Berlusconi Presidente - PPE                                                          | Pierantonio Zanettin (vicepresidente)                 |
|                                                   | MoVimento 5 Stelle                                                                                  | Dolores Bevilacqua (vicepresidente)                   |
|                                                   | Fratelli d'Italia                                                                                   | Marco Scurria (segretario)                            |
|                                                   | Misto-Azione-Renew Europe                                                                           | Marco Lombardo (segretario)                           |
|                                                   | Fratelli d'Italia                                                                                   | Domenico Matera                                       |
| Gaetano Nastri                                    | Fratelli d'Italia                                                                                   |                                                       |
| Cinzia Pellegrino                                 | Fratelli d'Italia                                                                                   |                                                       |
| Giovanni Satta (in sostituzione di Adolfo Urso)   | Fratelli d'Italia                                                                                   |                                                       |
|                                                   | Partito Democratico - Italia Democratica e Progressista                                             | Dario Franceschini                                    |
| Simona Malpezzi                                   | Partito Democratico - Italia Democratica e Progressista                                             |                                                       |
| Tatjana Rojc                                      | Partito Democratico - Italia Democratica e Progressista                                             |                                                       |
| Filippo Sensi                                     | Partito Democratico - Italia Democratica e Progressista                                             |                                                       |
|                                                   | Lega Salvini Premier - Partito Sardo d'Azione                                                       | Claudio Borghi (in sostituzione di Roberto Calderoli) |
| Gian Marco Centinaio                              | Lega Salvini Premier - Partito Sardo d'Azione                                                       |                                                       |
| Elena Murelli (in sostituzione di Matteo Salvini) | Lega Salvini Premier - Partito Sardo d'Azione                                                       |                                                       |
|                                                   | MoVimento 5 Stelle                                                                                  | Pietro Lorefice                                       |
|                                                   | Forza Italia - Berlusconi Presidente - PPE                                                          | Licia Ronzulli                                        |
|                                                   | Italia Viva - Il Centro - Renew Europe                                                              | Matteo Renzi                                          |
|                                                   | Per le Autonomie (SVP-Patt, Campobase)                                                              | Luigi Spagnolli                                       |
|                                                   | Civici d'Italia - Noi moderati (UDC - Coraggio Italia - Noi con l'Italia - Italia al Centro) - MAIE | Antonio De Poli                                       |